# 七斗冲站
七斗冲站是一个京广线上的铁路车站，位于湖南省株洲市芦淞区枫溪街道，建于1917年，目前为四等站，邮政编码为412000。现已不办理客运业务；货运仅办理专用线、专用铁道整车货物发到。该站距丰台站1635公里，距广州站648公里。

## 车站周边
- 株洲南站：长株潭城际铁路株洲段的终点站株洲南站股道和站房在京广线七斗冲站东侧，站房设计为地下一层、地上两层，总建筑面积2500平方米，地下层主要担当乘客进出站通道功能，地上一层为设有售票处和候车区的站厅层，地上二层为车站工作区[5]。该站在规划时曾被称作七斗冲站，之后有市民建议该站更名为株洲南站[6][7]，现已定案并于2016年12月26日启用。